# Sönke Wortmann
Sönke Wortmann (Marl, 25 de agosto de 1959) es un director de cine, productor de cine y autor alemán. Bajo su dirección se han realizado películas como Kleine Haie en 1992, Der bewegte Mann en 1994, Das Wunder von Bern en 2003 o Der Vorname en 2018, así como la primera temporada de la serie Charité.

## Biografía
Sönke Wortmann, hijo de un minero, después de graduarse de la escuela secundaria, inicialmente quiso convertirse en futbolista profesional y jugó, entre otros equipos, en la tercera división con Westfalia Herne y SpVgg Erkenschwick. Para Erkenschwick, marcó el primer gol en 1980 en la victoria por 3-0 sobre el Bünder SV que aseguró el ascenso a la 2. Bundesliga. Según sus propias declaraciones, este fue su único gol marcado para Erkenschwick. Afirmó que le faltaba la ambición necesaria para una gran carrera, por lo que decidió abandonar el fútbol después de tres años a favor de sus estudios.
Wortmann hizo su debut como director de cine en 1991 con la película "Allein unter Frauen", protagonizada por Thomas Heinze, que atrajo a un millón de espectadores a los cines. También "Kleine Haie" (1992), con Jürgen Vogel, Kai Wiesinger y Gedeon Burkhard como aspirantes a actores, fue un éxito y ayudó a algunos de los actores a alcanzar la fama. La película "Der bewegte Mann", estrenada en 1994, fue una de las películas alemanas de posguerra más exitosas, con más de 6,5 millones de espectadores en cines.
En 1997, Wortmann dirigió "Das Superweib", basada en una novela de Hera Lind, con Veronica Ferres, supuestamente solo para demostrar que "de los libros exitosos también se pueden hacer películas exitosas". Más de 2,3 millones de espectadores vieron la película en los cines alemanes. "Der Campus" (1998) tuvo significativamente menos audiencia.
En 1998, Wortmann fundó su propia productora, Little Shark Entertainment GmbH. Películas como "Mr. Bluesman" y el drama episódico "St. Pauli Nacht" con Maruschka Detmers, por el que Wortmann recibió buenas críticas, fueron fracasos comerciales y permanecieron poco tiempo en los cines. "Der Himmel von Hollywood", basado en la novela de Leon de Winter, que filmó en 2001 en América con Tom Berenger, Jacqueline Kim, Rod Steiger y Burt Reynolds, no se estrenó en los cines alemanes hasta 2004 y tampoco tuvo una larga permanencia. "Das Wunder von Bern" se convirtió en la segunda película alemana más exitosa del año 2003, con más de tres millones de espectadores.
Inicialmente, estudió un semestre de sociología en Münster, antes de inscribirse en 1983 en la Hochschule für Fernsehen und Film München para estudiar dirección. Después de pasar un año como estudiante de intercambio en el Royal College of Art de Londres, completó con éxito sus estudios en 1989. Además de estudiar, trabajó como taxista y actor, incluyendo apariciones en la serie de televisión Die glückliche Familie del Bayerischer Rundfunk.
Durante la Copa Confederaciones de 2005 y la Copa Mundial de la FIFA de 2006, Wortmann acompañó a la selección nacional alemana con una cámara. Integrado en el equipo, se sentó en el banquillo de entrenadores en cada juego y preparó películas por encargo del entrenador nacional Jürgen Klinsmann, que se mostraban a los jugadores antes de cada partido para prepararlos para el juego. El documental de dos horas sobre la Copa del Mundo, creado a partir de más de 100 horas de metraje, fue presentado como avance a la selección nacional de fútbol alemana el 14 de agosto de 2006 y se estrenó en cines el 5 de octubre de 2006 bajo el título Deutschland. Ein Sommermärchen. La película fue un gran éxito con más de cuatro millones de espectadores.
En 2009, se estrenó la película más costosa hasta la fecha de Wortmann, la adaptación cinematográfica del bestseller Die Päpstin. Wortmann colaboró con Heinrich Hadding para adaptar la novela "Pope Joan", escrita por Donna Woolfolk Cross en 1996, en un guion. Teniendo una calificación de 64% en el portal de Rotten Tomatoes. Wortmann asumió la dirección en 2007 de Volker Schlöndorff, quien había estado desarrollando el proyecto durante años. Franka Potente, originalmente elegida para el papel principal de la supuesta Papisa Juana, fue reemplazada por Johanna Wokalek. Además, participaron estrellas internacionales como John Goodman y David Wenham. En Alemania, la película, que costó más de 20 millones de euros, atrajo a alrededor de 2,5 millones de espectadores, pero no tuvo tanto éxito a nivel internacional. En 2015, se estrenó Frau Müller muss weg, protagonizada por Anke Engelke y Justus von Dohnányi, que atrajo a más de 1,2 millones de espectadores y recibió el Premio Cinematográfico Bávaro en la categoría de Mejor Guion. En 2017, Wortmann dirigió la serie de televisión Charité, que fue el lanzamiento de serie más exitoso en más de 25 años, con más de ocho millones de espectadores. En 2018, se estrenó la película Der Vorname, que atrajo a 1,1 millones de espectadores. En 2021, se estrenó la película Contra en los cines alemanes. En 2018, también dirigió la obra de teatro Menschen im Hotel en el Schauspielhaus de Düsseldorf, basada en la novela de Vicki Baum.
Además, ha dirigido anuncios publicitarios para marcas como Nike,Gerolsteiner, Bitburger, Sony, Air Berlin, Commerzbank, Deutsche Bank, Prinzen Rolle, Nivea, DFB, König Pilsener, Früh Kölsch, Vodafone, Honda, Dresdner Bank, SolarWorld con Larry Hagman y HanseMerkur Versicherungsgruppe con Mario Gómez. También ha dirigido anuncios para AachenMünchener con Mario Adorf y para Rewe Group con Lukas Podolski. En un anuncio para Deutsche Bahn AG, Wortmann apareció bajo la dirección de Wim Wenders.

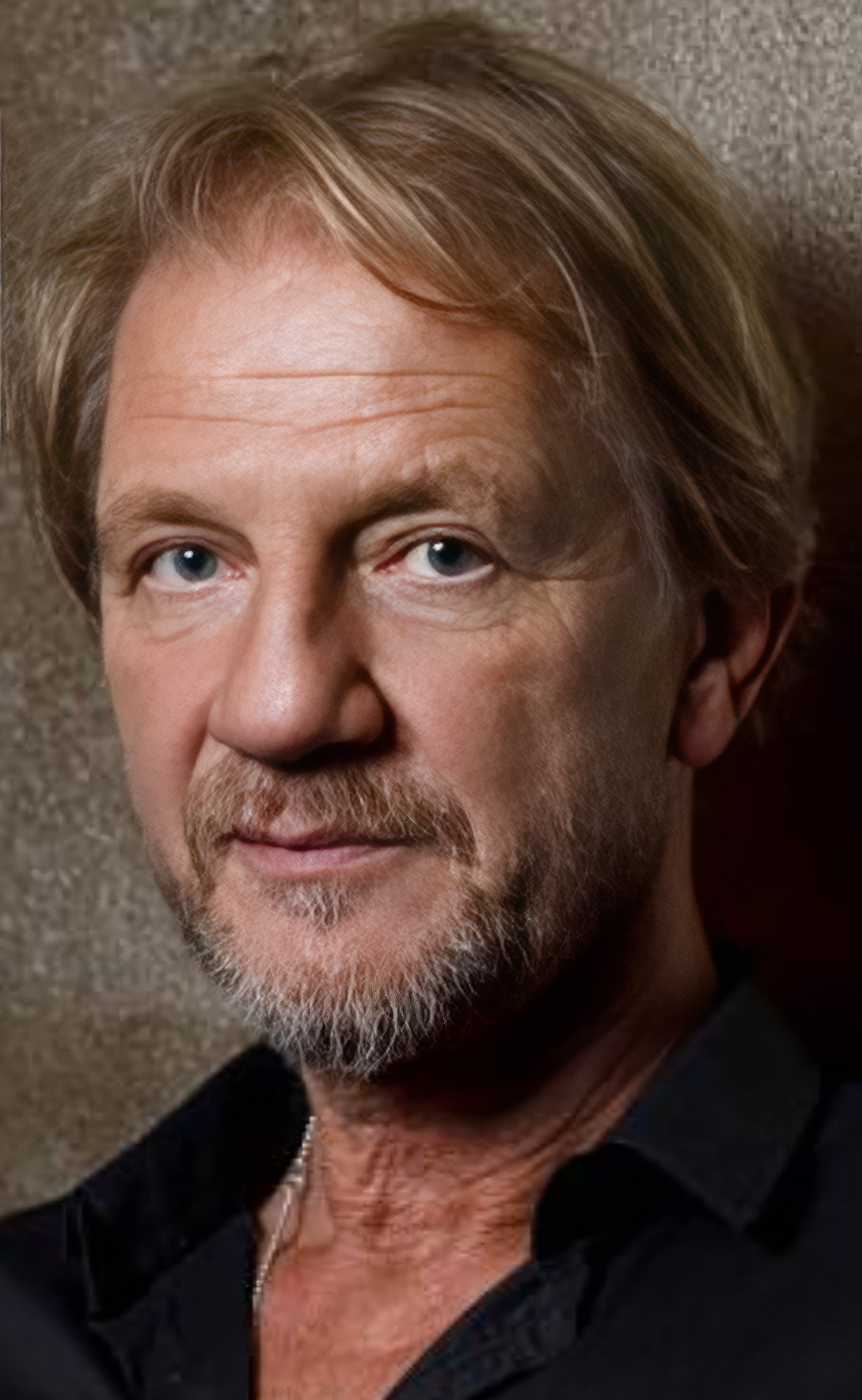
Sönke Wortmann

En 2019,  la Deutsche Internationale Schule Johannesburg tuvo el honor de recibir al destacado director de cine alemán Sönke Wortmann en su escuela. Los estudiantes de los grados 5 a 12 tuvieron la oportunidad de ver su galardonada película de 2003 "Das Wunder von Bern" (El milagro de Berna), seguida de una sesión de preguntas y respuestas. 
En 2020, Picture Tree International ha adquirido los derechos de venta mundial del  largometraje de Sönke Wortmann. La película tuvo su estreno mundial en el 16.º Festival de Cine de Zúrich y se estrenó en territorios de habla alemana durante la Navidad del 2020, distribuida por Constantin Film. PTI promocionará la película en el American Film Market (AFM).
En 2021, publicó su primera novela, Es gilt das gesprochene Wort, en Ullstein Verlag. Los protagonistas de su novela son Franz Josef Klenke, redactor de discursos del Ministro de Asuntos Exteriores alemán, el diplomático Cornelius von Schröder y la novia de Klenke, Maria.
Sönke Wortmann está casado con la actriz Cecilia Kunz y tiene tres hijos. Vive con su familia en Düsseldorf.
En 2003, Wortmann fue uno de los miembros fundadores de la Academia Alemana de Cine.
En 2006, Sönke Wortmann se comprometió a apoyar la iniciativa "6 Dörfer für 2006" de SOS-Kinderdörfer con los ingresos de la película "Deutschland. Ein Sommermärchen". Todos los ingresos, que ascendieron a 4,1 millones de euros, se destinaron a la construcción y mantenimiento del pueblo SOS-Kinderdorf Recife en Brasil. En 2010, Sönke Wortmann recibió la Medalla de Oro de Honor de SOS-Kinderdörfer. En 2014, apoyó la avant-première benéfica del musical Das Wunder von Bern en el Teatro Stage de Hamburgo.
A partir del 3 de abril de 2008, apoyó la iniciativa "DeinFussballClub", que intentaba generar 30.000 miembros en un año que pagarían 39,95 euros al año. A cambio, tendrían derecho a participar en decisiones sobre fichajes, amistosos, colores de camisetas, merchandising y otros asuntos internos del club. Esta iniciativa se inspiró en el modelo británico de Ebbsfleet United. El concepto se presentó a varios clubes y, finalmente, se decidió (también por Sönke Wortmann) asociarse con el SC Fortuna Köln. Esto salvó al club de la bancarrota y lo llevó a ascender tres veces a la 3. Liga hasta 2014. "DeinFussballClub" tenía 9.202 miembros y no alcanzó la cantidad esperada de miembros, por lo que la iniciativa se terminó en 2012.
Sönke Wortmann es miembro de Bündnis 90/Die Grünen. En las elecciones presidenciales alemanas de 2010 y 2012, fue miembro de la 14.ª y 15.ª Asamblea Federal, respectivamente, por propuesta de la Asamblea Federal de Alemania.
Es miembro activo del equipo nacional de autores alemanes (Autonama).

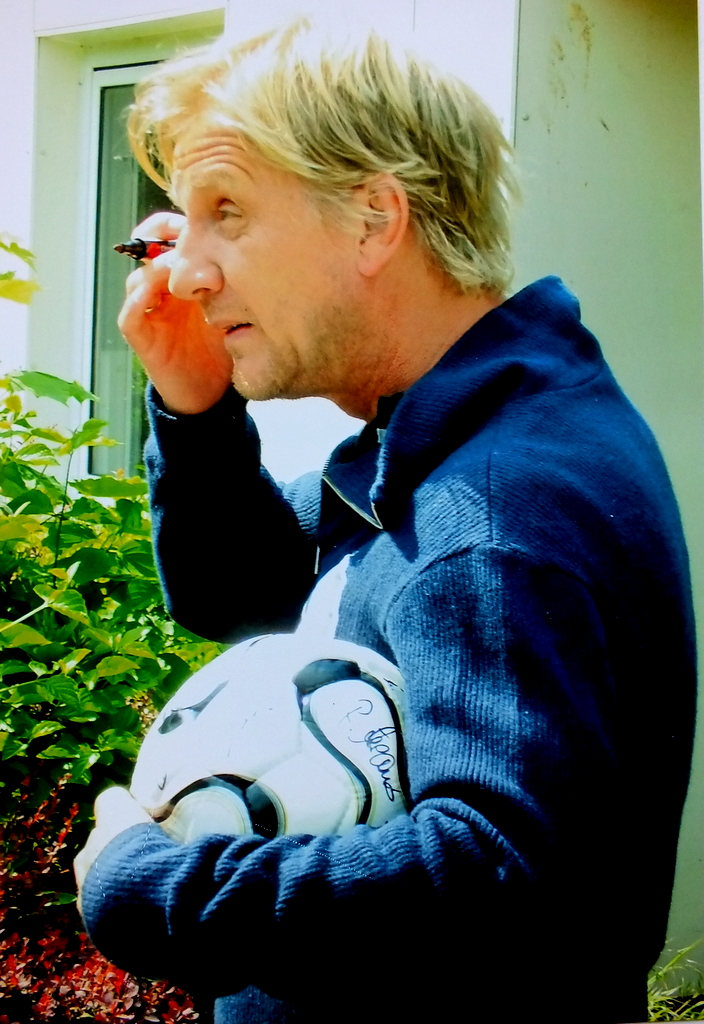
Sönke Wortmann firma un balón en el Estadio Stimberg en 2008. La ocasión fue un partido de celebridades relacionado con su película "El milagro de Berna".

## Filmografía
- 1984: Anderthalb (Kurzfilm) - Un año y medio (cortometraje)
- 1985: Nachtfahrer (Kurzfilm) - Conductor nocturno (cortometraje)
- 1986: Fotofinish (Kurzfilm) - Fotoacabado (cortometraje)
- 1988: Hochzeit des Figaro (Kurzfilm) - La boda de Figaro (cortometraje)
- 1988: Drei D (Abschlussfilm) - Tres D (película de graduación)
- 1990: Eine Wahnsinnsehe (Fernsehfilm) - Un matrimonio loco (película para televisión)
- 1991: Allein unter Frauen - Solo entre mujeres
- 1992: Kleine Haie - Tiburones pequeños
- 1993: Mr. Bluesman - Sr. Bluesman
- 1994: Der bewegte Mann - El hombre deseado
- 1996: Das Superweib - La supermujer
- 1996: Charley’s Tante (Fernsehfilm) - La tía de Charley (película para televisión)
- 1998: Der Campus - El campus
- 1999: St. Pauli Nacht - Noche de St. Pauli
- 2001: Der Himmel von Hollywood - El cielo de Hollywood

- 2003: Das Wunder von Bern - El milagro de Berna
- 2006: Freunde für immer – Das Leben ist rund (Fernsehserie für Sat.1) - Amigos para siempre: La vida es redonda (serie de televisión para Sat.1)
- 2006: Deutschland. Ein Sommermärchen (Dokumentarfilm) - Alemania: Un cuento de verano (documental)
- 2009: Die Päpstin - La papisa
- 2012: Das Hochzeitsvideo - El video de la boda
- 2014: Schoßgebete - Oraciones del regazo
- 2015: Frau Müller muss weg! - La señora Müller debe irse
- 2017: Charité (Serie) - Charité (serie)
- 2017: Sommerfest - Fiesta de verano
- 2018: Der Vorname - El nombre
- 2021: Contra - Contra
- 2022: Eingeschlossene Gesellschaft - Sociedad cerrada
- 2022: Der Nachname - El apellido

### Como productor:
- 2001: Lammbock – Alles in Handarbeit - Lammbock - Todo hecho a mano
- 2003: Das Wunder von Bern - El milagro de Berna
- 2005: Arnies Welt - El mundo de Arnie
- 2008: Hardcover - Tapa dura. [35]
- 2009: Hangtime – Kein leichtes Spiel - Hangtime - No es un juego fácil
- 2011: Eine Insel namens Udo - Una isla llamada Udo  [36]
- 2012: Ruhm - Fama  [37]
- 2017: Lommbock - Lommbock  [38]

### Como actor:
- 1987–1991: Die glückliche Familie (Ritchie) - La familia feliz (Ritchie). [39]
- 1997: Knockin’ on Heaven’s Door - Llamando a las puertas del cielo.  [40]

### Como director artístico:
- 2016: Deutschland. Dein Selbstporträt (Dokumentarfilm) - Alemania: Tu autorretrato (documental)  [41]